# Takahiro Iwasaki
Takahiro Iwasaki (岩崎 貴宏?, Iwasaki Takahiro; Hiroshima, 1975) è un artista e scultore giapponese. Le sue opere sono state esposte in musei internazionali fra cui il Museo d'arte moderna di Seul, il Palais de Tokyo a Parigi, il Museo d'arte moderna di Mosca e il Museo d'arte moderna e contemporanea di Trento e Rovereto.

## Biografia
Takahiro Iwasaki è nato e cresciuto a Hiroshima, dove ha frequentato l'università conseguendo un Bachelor of Arts nel 1998, un Master of Arts nel 2001 e un Doctor of Philosophy nel 2003. Nel 2005 ha ricevuto un Master of Fine Arts dall'Edinburgh College of Art nel Regno Unito. La serie di opere più conosciuta di Iwasaki è Out of Disorder, che riproduce strutture architettoniche utilizzando materiali insoliti come capelli, polvere, fili, asciugamani e spazzolini da denti. Tra le strutture ricostruite troviamo la ruota panoramica di Coney Island, il Cosmoworld di Yokohama e anche aree portuali e raffinerie di petrolio. La serie include anche mappe scolpite su rotoli di nastro adesivo, fra cui una riproduzione del Victoria Peak di Hong Kong. Le opere sono state esposte in mostra alla galleria Cornerhouse di Manchester nel 2011, alla Biennale di Arte Asiatica presso il National Taiwan Museum of Fine Arts nel 2013 e al Kawasaki City Museum nel 2014.
Un'altra serie di opere di Iwasaki è composta da templi scolpiti in legno di cipresso giapponese, con una versione speculare del tempio attaccata sotto di esso come se fosse un riflesso sull'acqua, e l'intera scultura sospesa a mezz'aria. La prima opera di questo tipo, Reflection Model, è stata esposta alla Gallery Natsuka di Tokyo nel 2001. Iwasaki ha completato un modello nuovo e più complesso, che rappresenta fedelmente il Byōdō-in vicino a Kyoto, nel 2012, e lo ha esposto alla Triennale Asia-Pacifico di Arte Contemporanea organizzata dalla Queensland Art Gallery in Australia. Nel settembre dello stesso anno Iwasaki ha disposto numerose sculture microscopiche, fra cui una Torre Eiffel incompleta, nello spazio espositivo del Palais de Tokyo a Parigi. Le opere erano poi ingrandite tramite l'uso di un telescopio. Nel 2014 Iwasaki ha creato due opere site-specific per la mostra Perduti nel paesaggio del Museo d'arte moderna e contemporanea di Trento e Rovereto. Le due opere, costruite con capelli e polvere, rappresentano la cupola del museo e una torre e sono visibili tramite telescopi.

## Mostre personali
- Out of Disorder, Kawasaki City Museum, Kanagawa, Giappone (2014)
- Glance, Object, Symbol, Palais de Tokyo, Parigi, Francia (2012)
- Metaphrase Scenery, Arataniurano, Tokyo, Giappone (2012)
- Out of Disorder (White Mountains), 3331 Arts Chiyoda, Tokyo, Giappone (2011)
- Nichtlokalität, Nassauischer Kunstverein, Wiesbaden, Germania (2011)
- Phenotypic Remodeling, Arataniurano, Tokyo, Giappone (2010)
- Structural Phase Transition Model, Art Basel, Basilea, Svizzera (2010)
- Out of Disorder, Cairn Gallery, Fife, Regno Unito (2006)
- Differential / Integral Calculus, Sleeper, Edimburgo, Regno Unito (2005)
- Process to Model, Formative Space Laboratory, Hiroshima, Giappone(2003)
- Reflection Model, Gallery Natsuka, Tokyo, Giappone (2001)
- Mental Picture, Studio Sako, Hiroshima, Giappone (1998)